# Єжи Вольф
Єжи Вольф (4 березня 1902 - 8 грудня 1985 ) - римо-католицький священик, художник, графічний дизайнер, мистецтвознавець.

## Біографія
Народився у сім'ї варшавських  книготорговців. Його дід August Robert Wolff був співзасновником видавництва Гебетнер і Вольф.
Рано втративши батька, він виховувався під опікою своєї матері. Дитинство та юність провів у Сандомієці та у Варшаві. Закінчив  у Кракові Академію образотворчого мистецтва, де вивчав живопис та графіку. Був учнем у Феліціяна Коварського, Ігнатія Пієнковського і  Яна Войнаровського. Після навчання в Кракові він перебрався до Парижу, де був одним  із співзасновників  Паризького Комітету.
У міжвоєнний період він виставляв свої роботи на різних виставках вдома та за кордоном. Він був мистецтвознавцем, одним з відкривачів таланту Никифора і збирачем його живопису.
Під час Другої світової війни він жив у Вільшицях. У 1945 році він провів короткий час у Люблінському регіоні. Він інвентаризує колекції творів мистецтва, зібраних в палаці Замойських у  Козлівці. Потому  повернувся до Варшави. 
У 1948 році він відчув поклик до духовного життя і вступив до семінарії, а у 1952 прийняв Таїнство святині. Служив вікарієм у декількох парафіях єпархії Варшави. З 1958 до смерті він був пов'язаний з Департаментом сліпих в Ласках, де поєднував пастирське служіння із заняттям живописом.

## Творчість
Він працював в області живопису і графіки, він був художнім публіцистом, виконував темперою настінні прикраси церков. Розробив власний стиль керування світлом і кольором.
Більшість його робіт знаходяться в колекціях польського  Національного музею у Варшаві.